# Teatr Piosenki Młyn
Teatr Piosenki Młyn (inaczej TPM, Młynarze) – grupa skupiająca artystów z Hrubieszowa, tworzących piosenkę literacką,  poetycką, kabaretową oraz amatorskie spektakle teatralne.

## Skład zespołu
- Tomasz Brudnowski – pianino, śpiew, kompozycje, teksty, kierownictwo muzyczne
- Agata Jarmusz – śpiew
- Andrzej Pakuła – pianino, śpiew, kompozycje, teksty
- Adam Szabat – śpiew, kompozycje, teksty, kierownictwo artystyczne
- Adrian Szuptarski - gitara basowa

### Stali współpracownicy
- Marek Malec – perkusja
- Waldemar Korzeniowski - gitara
- Małgorzata Nazar – śpiew
- Leszek Serafin – gitara basowa

### Byli członkowie zespołu
- Waldemar Kondraciuk – gitara, śpiew
- Karolina Drewnik – śpiew, sceny aktorskie
- Anna Fietko – śpiew, sceny aktorskie
- Monika Jarmoszczuk – śpiew, sceny aktorskie
- Mateusz Kłak – pianino, śpiew, sceny aktorskie
- Marta Kowalska – sceny aktorskie
- Maciej Łyko, – gitara, śpiew, kompozycje, teksty
- Maria Łyko – śpiew
- Ewa Pachniewska – sceny aktorskie
- Bartłomiej Powęzka – sceny aktorskie
- Magdalena Sielicka – teksty, kierownictwo artystyczne
- Katarzyna Sowierszenko-Gil – śpiew, sceny aktorskie
- Kamila Wróbel – śpiew, sceny aktorskie

## Dyskografia
Albumy
| Rok  | Tytuł                                                      | Pozycja na liście |
| Rok  | Tytuł                                                      | POL               |
| ---- | ---------------------------------------------------------- | ----------------- |
| 2010 | Piosenki z miasteczka H - Data: 2010 - Wydawca: —          | —                 |
| 2014 | Wysłuchajmy błazna, kiedy śpiewa - Data: 2010 - Wydawca: — | —                 |
| 2017 | Na trzy - Data: 2017 - Wydawca: —                          | —                 |

## Spektakle teatralne
- Miłość pomiędzy wierszami[1]– 28 III 2008 – scen. i reż. Magdalena Sielicka
- Baśń o matczynej miłości[2] – 1 III 2009 – scen. Adam Szabat, reż. Magdalena Sielicka
- Pamiętnik z miasteczka H – 26 III 2010 – scen. Adam Szabat, Andrzej Pakuła, Maciej Łyko, reż. Magdalena Sielicka
- Tango la'foch – 4 IX 2011 – scen. Andrzej Pakuła, reż. TPM
- Przeczekalnia – 10 VI 2012 – scen Adam Szabat, Andrzej Pakuła, reż. TPM
- Kapibara[3] – 1 IX 2013 – scen. Adam Szabat, reż. TPM